# John Moore (économiste)
Pour les articles homonymes, voir John Moore et Moore.
John Moore, né le 7 mai 1954, est un économiste écossais, professeur à la London School of Economics et à l'université d'Édimbourg.
Il est connu pour ses travaux sur la théorie des contrats incomplets (en) . Il  travaille notamment avec Oliver Hart et avec Philippe Aghion.
En 1999, il est lauréat avec Nobuhiro Kiyotaki (en) du prix Yrjö Jahnsson remis par la European Economic Association et la Fondation Yrjö-Jahnsson.

## Principales publications
- Avec  Philippe Aghion et Oliver Hart Improving Bankruptcy Procedures, Washington University Law Quarterly 72 (3), 1994, p. 849-872  Cet article a fait l'objet d'une recension par Philip Dybvig[2]..
- Avec Nobuhiro Kiyotaki (en) Credit Cycles,  Journal of Political Economy, Volume 105, Numéro 2, April 1997  Selon google scholar, cet article a fait l'objet d'environ 10 000 citations.

## Distinctions
Il est membre de la British Academy depuis 1999, ainsi que de l'Académie américaine des arts et des sciences.
Il est commandeur de l'ordre de l'Ordre de l'Empire britannique.